# 晶茂传媒
晶茂（中国）电影传媒（简称：晶茂传媒）成立于2008年，现为北京畅游时代数码技术有限公司旗下全资子公司。
晶茂（中国）电影传媒为中国大陆的电影广告代理商。2013年，晶茂（中国）电影传媒参与电影《天机·富春山居图》的制作。